# Lucien Roy
Pour les articles homonymes, voir Roy.
Lucien Roy est un architecte français né à Nantes le 4 septembre 1850 et mort le 13 mai 1941.

## Biographie
Il s'installe à Paris en 1871 et suit l'École des beaux-arts. Il est diplômé en 1886 après être passé par les ateliers Bourgerel et Vaudremer. Il est architecte diocésain en 1892.
Il devient architecte en chef des monuments historiques en 1893 :
- 1901 ; arrondissement d'Étampes et Corbeil
- 1902 : arrondissement de la Haute-Vienne et du Loiret
- 1912 : arrondissement du Cher
- 1915 ; arrondissements du Loir-et-Cher et de Paris (hôtel Crillon, École militaire, Invalides et Val-de-Grâce).

Pour l'Exposition universelle de 1900, il est architecte de la section française.
Membre du conseil d'administration de la Société française d'archéologie (SFA), il participe à des excursions à travers l'Europe (Italie, Allemagne, Espagne, Grèce, Croatie, Bosnie-Herzégovine, Monténégro, Suisse, Autriche), l'Afrique du Nord (Maroc, Tunisie, Algérie) et le Levant (Syrie,Turquie, Israël, Chypre).
Il prend sa retraite en 1926.
Il lègue en 1941 ses photographies à la SFA qui les dépose en 1998 à la MAP. Cet ensemble est composé d'autochromes (ADI), de négatifs noir et blanc et de tirages réunis dans des petits albums.

## Réalisations
- Restauration de l'église de Bénévent-l'Abbaye
- Restauration de l'église de Saint-Léonard de Noblat
- Restauration de l'église de Saint-Benoît-sur-Loire, Solignac
- Restauration du château de Chenonceaux
- Restauration du château Langeais
- Restauration de l'hôtel de ville de Verdun.
- À titre libéral :
  - construction de l'église Sainte-Catherine à Villeneuve-sur-Lot
  - construction du château de La Châtaigneraie à Avessac (Loire-Atlantique)
  - construction du château du Bois-Chicot à Servon (Manche) en 1905
  - construction du château de Beauregard à Cléguerec (Morbihan).
  - construction de la maison paroissiale Saint-Antoine des Quinze-vingts au n° 57 rue de Charenton à Paris en 1903.
- Architecte communal dans la région de Cognac, en particulier pour les établissements scolaires.